# Drymonia glandulosa
Drymonia glandulosa är en tvåhjärtbladig växtart som beskrevs av Kriebel. Drymonia glandulosa ingår i släktet Drymonia och familjen Gesneriaceae. Inga underarter finns listade i Catalogue of Life.